# Dawni mistrzowie. Komedia
Dawni mistrzowie. Komedia (niem. Alte Meister. Komödie) – to powieść austriackiego pisarza Thomasa Bernharda, która ukazała się w 1985 roku.
Nazwa książki to aluzja do malarzy, których dzieła są wystawiane w Muzeum Historii Sztuki w Wiedniu, a ich błędy są wytykane przez 82-letniego protagonistę Regera.

## Opis fabuły
Reger jest zmagającym się z chorobą płuc krytykiem sztuki, o filozoficznym i mocno pesymistycznym uosobieniu. Pracuje dla Timesa i zasiada co drugi dzień już od 30 lat na ławce w Muzeum Historii Sztuki przed obrazem Siwobrodego mężczyzny autorstwa Tintoretta. Wyjątkiem jest poniedziałek kiedy to muzeum jest zamknięte dla zwiedzających. W tym miejscu Reger rozmyśla, krytykuje i odsłania wszystkie niegodziwości na świecie, a zwłaszcza w jego rodzinnym kraju Austrii:
Geniusz i Austria wzajemnie się wykluczają, powiedziałem. W Austrii, żeby ktoś doszedł do głosu i żeby go traktowano poważnie, musi być przeciętniakiem, musi to być prowincjonalny i zakłamany partacz, człowiek z absolutnie ciasnopaństwową głową. Geniusza czy choćby wyjątkowy umysł zawsze prędzej czy później w upokarzający sposób tu się zamorduje, powiedziałem Irrsiglerowi.
Druga osoba w powieści Irrsigler jest dozorcą w muzeum i jest określany przez Regera jako "Burgenlandzki Głupek"(pośrednio nawet on sam się tak określa). Dopiero po ich 30-letnich wspólnych kontaktach w muzeum zostaje on według opinii Regera wychowany na człowieka. Narratorem w dziele jest Atzbacher. Jego krytycznym myśleniem przypomina on głównego protagonistę i zmaga się, podobnie jak sam autor Thomas Bernhard, z chorobą płuc.

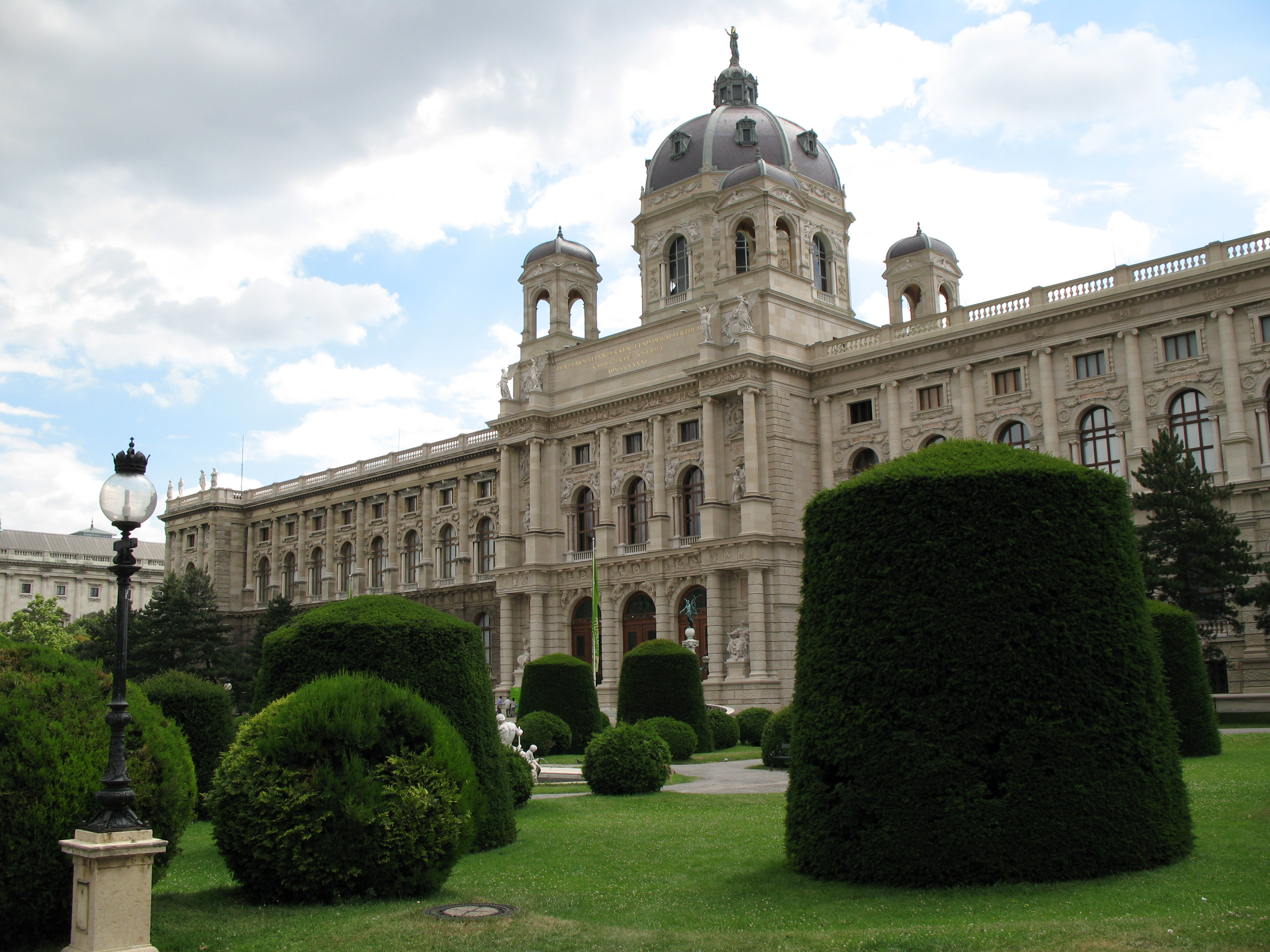
Muzeum Historii Sztuki w Wiedniu.

Akcja jest skupiona na niewielkim obszarze przestrzennym. Atzbacher obserwuje swojego przyjaciela Regera, jak ten siedzi na ławce, rozmyślając i filozofując. Narrator zastanawia się nad nastawieniem krytyka, jego opiniami i życiem.
W drugiej części obaj spotykają się, jak wcześniej ustalili, w gmachu muzeum. Od tego momentu monologi Regera nie są już więcej odtwarzane ze wspomnień narratora. Sam czytelnik staje się bezpośrednio świadkiem tej rozmowy. Na jaw wychodzi pogarda protagonisty do wielu aspektów związanych z Austrią, czasem także z niemieckim społeczeństwem, w ogniu krytyki znajdują się takie osoby jak Stifter, Bruckner czy Heidegger:
Choćby ten Stifter, powiedział wczoraj, którego sam zawsze tak niesamowicie czciłem, że przewyższyło to niemal mój kult sztuki, jest przecież, kiedy mu się uważnie przyjrzeć, tak samo złym pisarzem, jak Bruckner, wnikliwie słuchany, złym kompozytorem, jeśli nie całkowitą miernotą. Stifter pisze okropnym stylem, w dodatku jeszcze gramatycznie poniżej krytyki (…)
Rozmowa zdaje się być przepełniona niechęcią, niezrozumieniem czy nawet wstrętem w stosunku do austriackiej kultury i społeczeństwa, niewrażliwego na sztukę:
Ludzie przychodzą do Kunsthistorisches Museum, ponieważ po prostu tak wypada, z żadnego innego powodu (…)
Jednak krytyka nie idzie w parze z konkretnym jej uzasadnieniem, twierdzenia są wyrażane, jak często u Bernharda, w sposób apodyktyczny, przyozdobione powtarzającymi się, wzmocnionymi wariacjami podobnie jak ma to miejsce w muzyce. Reger jest niejako ferującym wyrokami. Jednak nie przedkłada on zróżnicowanej wizji, lecz powtarza ciągle, co uważa za słuszne.
Ciągłość monologu zostaje przerwana przez spotkanie Regera z Anglikiem. Ten żyje w Walii i wydaje się być w oczach protagonisty zaskakująco sympatycznym, tak iż podziwia on nawet jego osobę jak i jego spokój i opanowanie. Jest to dowód na to, iż sam Reger nie jest tak perfekcyjny jakby sobie tego życzył.
Protagonista wspomina ciągle swoją ukochaną żonę, którą też poznał w muzeum i z którą łączyła i łączy go nadal emocjonalna więź. Przez lata przesiadywał on na ławce i został przez nią niejako "uratowany". To wyjaśnia kluczowe znaczenie Muzeum Historii Sztuki w Wiedniu dla Regera, które po śmierci jego małżonki stało się dla niego jedynym miejscem ucieczki. Mimo iż Dawni mistrzowie napełniają go nienawiścią, to mimo to trzymają go przy życiu.
Bez ludzi nie mamy najmniejszej szansy przetrwania, powiedział Reger, choćbyśmy sobie nie wiem ilu wielkich duchem i dawnych mistrzów wzięli za towarzyszy, oni nie zastąpią żadnej istoty ludzkiej, oświadczył Reger, w końcu to właśnie przede wszystkim ci tak zwani wielcy duchem i tak zwani dawni mistrzowie zostawią nas samym sobie (…)
Jego cierpienia mają swoje źródło w śmierci żony, a to zdarzenie staje się punktem wyjściowym dla nihilistycznych serii i wywodów. Myśl, że jego pamięć o niej może któregoś dnia zaniknąć, przepełnia go przerażeniem. Zawsze myślał, że to on pierwszy umrze, tak iż jej śmierć prowadzi do kryzysu, z którego podług jego własnej opinii, wychodzi mocniejszy.
Książka kończy się ujawnieniem przez Regera prawdziwego celu spotkania z Atzbacherem. Postanawia go zaprosić na premierę Rozbitego dzbana Kleista. Atzbacher się zgadza i następnie stwierdza, iż przedstawienie było przeraźliwe.

## Analiza
Autor krytykuje społeczeństwo i zjawiska w nim zachodzące: przemijającą miłość, muzykę (Bruckner), sztukę generalnie (Stifter), filozofię (Heidegger), kicz i sentymentalizm, religię, brak sprawiedliwości, państwo, głupotę, czy nawet stan austriackich toalet.
Tak jak w przypadku innych dzieł Bernharda książka, określana jako komedia, składa się w dużej mierze z monologów samotnika Regera. Ten krytykując ciągle posługuje się uogólnieniami i przedstawia swoje zdanie jako powszechnie przyjęty fakt. Autor zdaje się zwracać przeciwko wszystkiemu i pisze najczęściej nie odzwierciedlając rzeczywistości. Przy tym stylizuje on umiejętnie subiektywne spostrzeżenia, urywkami i rosnąco, na wzmocnioną fugę z kontrapunktem.
W 2011 wydano powieść graficzną Dawni mistrzowie z rysunkami Nicolasa Mahlera (wydanie polskie Prószyński i S-ka 2016).